# Clean mic
Cleanul mic (Leuciscus leuciscus) este un pește dulcicol sau salmastricol bentopelagic cu o lungime de 10–16 cm (maximal  40 cm) și o greutate de 200-400 g (maximal  1 kg) din familia ciprinidelor. Poate trăi 16  ani.

## Habitatul și comportamentul
Această specie este un pește de apă dulce, de cârd; se întâlnește și în ape salmastre. Preferă râurile mari sau mici, mai ales râurile de deal, curate, cu apă limpede, cu curent repede și cu fund pietros, nisipos sau argilos, ascunzându-se în cotloanele apelor, pe sub pietre mari sau sub malurile umbrite ale iezăturilor. Se întâlnește și în lacuri.
Cât e tânăr, peștele trăiește în cârduri mari în locuri cu fund tare, pietros sau argilo-nisipos; exemplarele bătrâne duc o viață solitară, preferând fundurile mâloase.

## Distribuția geografică
Se întâlnește în fluviile Europei nordice și centrale, la Est de Pirinei și la Nord de Alpi, până la Urali. Lipsește în Scoția, Irlanda, Peninsula Iberică, Italia, Balcani (cu excepția bazinului Dunărean), Asia Mică, Caucaz, Crimeea și în delta Volgei.
În România, este răspândit  în zona lipanului: Prut, Siret, Timiș, Someșul Mic, Crișul Repede, Jiu, Bega, Beregsău, Ialomița etc.
În Republica Moldova se întâlnește în albia Nistrului, mai rar în avalul afluenților lui, lacul Dubăsari, brațul Turunciuc, limanul Nistrului și în Prut.

## Descrierea
Are corpul alungit și ușor comprimat lateral, acoperit cu solzi medii, groși, persistenți. Spatele și abdomenul sunt rotunjite, fără carenă. Capul mic este alungit, și comprimat lateral. Fruntea ușor bombată. Botul gros, masiv, ascuțit și scurt. Gura este mică, semilunară, așezată subterminal (inferior); vârful ei ajunge în dreptul marginii inferioare a orbitei, iar colțul ei nu ajunge la verticala anterioară a ochiului. Maxila proeminează peste mandibulă. Buzele sunt subțiri, cea inferioară este întreruptă la mijloc. Ochiul este mijlociu. Linia laterală ușor curbată.
Înotătoarea dorsală începe la jumătatea corpului, se inserează deasupra bazei înotătoarei ventrale și are baza scurtă și marginea concavă. Înotătoarea anală se inserează în urma capătului posterior al înotătoarei dorsale și are baza scurtă și marginea concavă sau rotunjită. Înotătoarea caudală este destul de lungă, puternic excavată, cu lobii subegali și cel inferior este egal (uneori, ceva mai lung, alteori, ceva mai scurt) cu lungimea capului.

## Colorația
Colorația spatelui este cafenie sau neagră, bătând în măsliniu sau albastru închis; flancurile sunt argintii, gălbui sau albăstrui; abdomenul alb-argintiu. Solzii de pe flancuri  sunt adesea tiviți cu negru, fond pe care sunt dispuse puncte mici. Înotătoarele dorsală și caudală cenușii, restul înotătoarelor palide, gălbui sau roșu-gălbui. Irisul ochilor galben.

## Dimorfismul sexual
Masculii, de obicei, sunt mai mici și mai subțiri ca femelele și capătă, în epoca de reproducere, granulații albe deasupra și pe laturile corpului.

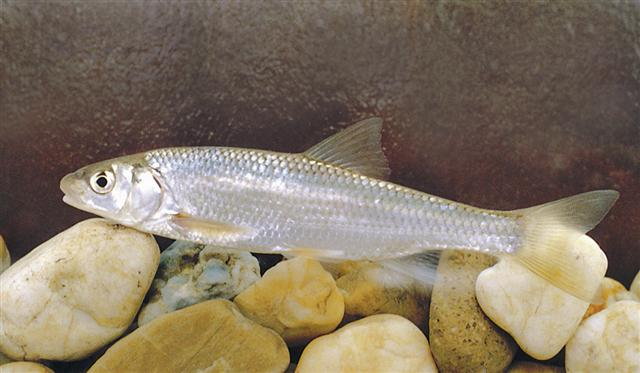

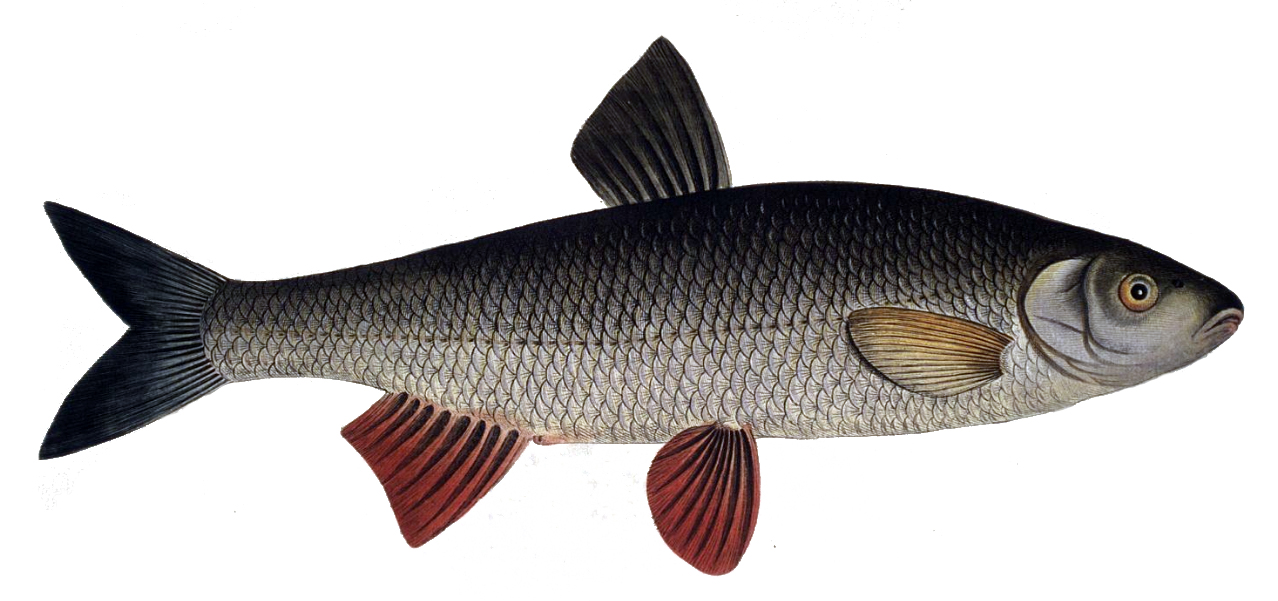

## Hrana
Hrana este, în special, animală: zooplancton, larve de insecte (efemere etc.), insecte acvatice, moluște, crustacee, viermi și mai puțin vegetală (alge filamentoase) și detritus organic. Se mai hrănește cu insecte aeriene care zboară asupra apei (muște, țânțari), ridicându-se la suprafață apei. Primăvara, consumă icrele altor pești. Alevinii și puietul se hrănesc cu organisme planctonice, microinvertebrate, alge și detritus organic.

## Reproducerea
Depune icrele primăvară, pe la sfârșitul lui martie. Depunere icrelor are loc pe funduri mâloase-nisipoase, deseori pe iarbă submersă, pietre la o temperatură de 6°-6,5°.  O femelă depune până la 17.000 de icre; acestea sunt albicioase, bentonice, lipicioase și măsoară 2 mm diametru. Larvele eclozează după 10 zile; în octombrie-noiembrie, măsoară deja 8,8–10 cm. Maturitatea sexuală este atinsă la 2-4 ani.

## Importanța economică
Importanța economică este redusă din cauza rarității acestei specii; are o carne mai bună, deși cu foarte multe oase. El oferă însă satisfacții undițarilor în pescuitul sportiv, care folosesc aceleași metode și mijloace de prindere ca și în cazul cleanului obișnuit.